# Boris Borisovich Yegorov
Boris Borisovich Yegorov (tiếng Nga: Борис Борисович Егоров; 26/11/1937, Moscow – 12/12/1994, Moscow) là một bác sĩ-phi hành gia Liên Xô, ông là bác sĩ đầu tiên bay lên vũ trụ.
Yegorov ra đời trong một gia đình ngành y, cha của ông là một bác sĩ phẫu thuật tim, trong khi mẹ ông là bác sĩ nhãn khoa. Ông cũng chọn y học làm nghề nghiệp và tốt nghiệp Học viện Y khoa Moscow vào năm 1961. Trong quá trình học, ông được tiếp xúc với chương trình đào tạo của Yuri Gagarin và bắt đầu quan tâm đến y học vũ trụ.
Yegorov lấy bằng tốt nghiệp tiến sĩ y khoa, chuyên môn của ông là rối loạn cảm giác thăng bằng.
Yegorov được chọn là thành viên của phi hành đoàn tàu Voskhod 1. Sau chuyến bay, Yegorov đã được trao tặng danh hiệu Anh hùng Liên Xô vào ngày 19 tháng 10 năm 1964.
Ông qua đời vì một cơn đau tim vào năm 1994.

## Gia đình
Yegorov kết hôn ba lần và có ba người con.

## Vinh danh
- Anh hùng Liên Xô
- Phi công-Phi hành gia của Liên Xô
- Huân chương Lenin
- Huân chương Cờ đỏ Lao động
- Huy chương "Vì sự phát triển của Đất mẹ"
- Chín huy chương năm thánh
- Anh hùng lao động xã hội chủ nghĩa (Việt Nam)
- Huân chương của Cộng hòa Nhân dân Hungary
- Медаль «25 лет Народной власти»

## Văn chương

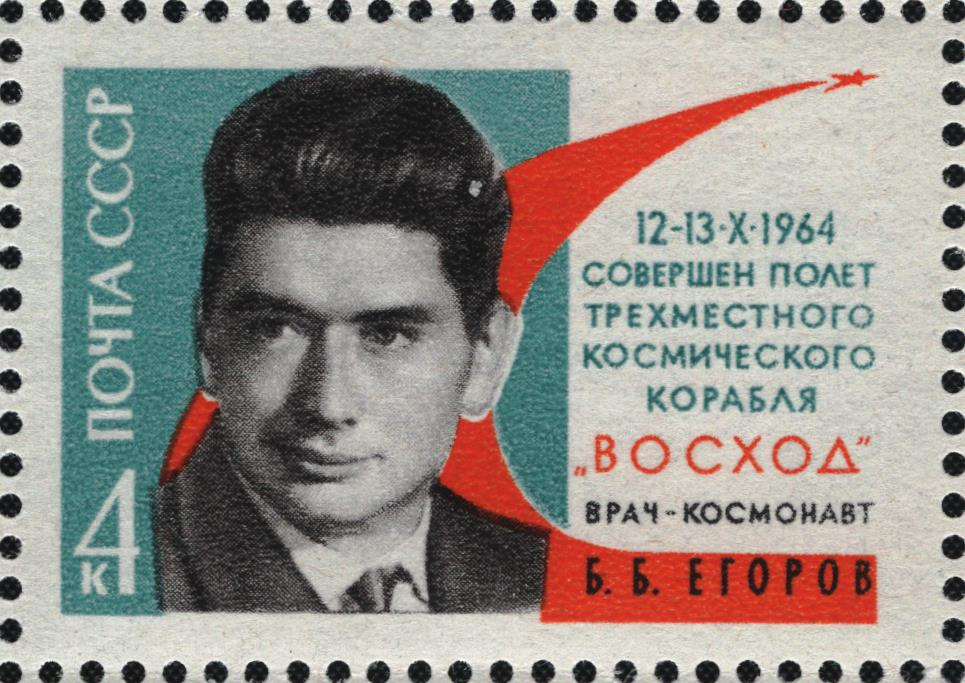
Con tem năm 1964 của Liên Xô in hình Boris Yegorov.

- "Rockets and people" – B. E. Chertok, M: "mechanical engineering", 1999. ISBN 5-217-02942-0
- "The hidden space" Lưu trữ ngày 4 tháng 10 năm 2020 tại Wayback Machine – Nikolai Kamanin, М: "Инфортекс-ИФ, 1995.
- "S. P. Korolev. Encyclopedia of life and creativity" - edited by C. A. Lopota, RSC Energia. S. P. Korolev, 2014 ISBN 978-5-906674-04-3
- The official website of the city administration Baikonur - Honorary citizens of Baikonur